# Chetma
Chetma (en arabe شتمة et en Chaoui chetmeth en tifinagh ⵛⴻⵜⵎⴰ)  est une commune de la wilaya de Biskra en Algérie.

## Géographie
Chetma  est située dans les Ziban, dans le Zab chergui (oriental), à l'est-nord-est de la ville de Biskra dans la basse-vallée de l’Oued Abiod, dans le piémont de l’Aurès.

## Administration
En mai 2020, le président de l'APC est suspendu de ses fonctions par le wali à la suite de son placement sous contrôle judiciaire pour infraction à la législation du code des marchés publics.

## Patrimoine

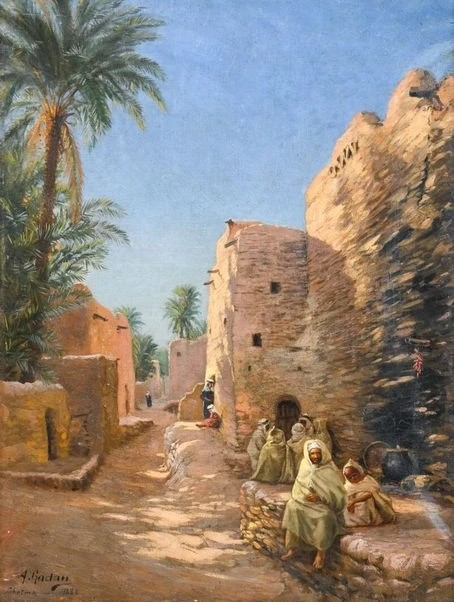
Tableau représentant le village de Chetma (XIXe siècle).

- Ksar de Chetma.
- Mosquée de Sidi Massoud.
- Palmeraie.